# Ange Jessurun
Ange Marie Philomène Jessurun (Willemstad (Curaçao), 17 september 1954) is een Curaçaose schrijver, docent en co-auteur van papiamentstalige leermiddelen.

## Biografie

### Opleiding en loopbaan
Ange Jessurun werd geboren in 1954 en groeide op in een groot onderwijzersgezin op Curaçao. Van 1972 tot 1978 studeerde ze microbiologie aan de Katholieke Universiteit Nijmegen, met bijvak Papiaments in Utrecht. Na de afronding van haar studie keerde ze terug naar Curaçao om als docent te gaan werken op het Peter Stuyvesant College (sinds 2011 College Alejandro Paula) in Willemstad.
De vorming en ontwikkeling van cultureel bewustzijn en (moeder)taalbeheersing van kinderen en jonge mensen heeft haar bijzondere aandacht. Ze is co-auteur van diverse Papiamentstalige onderwijsmethodes. Ze is de initiatiefnemer van Arte di Palabra, een succesvolle Papiamentstalige schrijf- en voordrachtwedstrijd voor het voortgezet onderwijs.
Sinds 2009 is ze verbonden aan de Universiteit van Curaçao als coördinator van de Master of Education opleidingen Papiamentu, Engels, Spaans en Nederlands van de Faculteit der Educatieve beroepen en Cultuurstudies. Door de inzet van een digitaal platform kunnen de opleidingen ook gevolgd worden op Aruba, Bonaire en Sint Maarten.

### Arte di Palabra
Toen in 1998 Papiaments op Curaçao een verplicht vak werd in het voortgezet onderwijs nam Ange Jessurun het initiatief om naast het verplichte curriculum extra aandacht aan het Papiaments te besteden door een jaarlijkse voordrachtwedstrijd te organiseren voor leerlingen in het voortgezet onderwijs op Curaçao en later ook op Bonaire en Aruba. Jongeren worden hierdoor gestimuleerd om aandacht te besteden aan poëzie en proza en daarmee aan het Papiaments, de moedertaal van verreweg de meeste leerlingen. Jessurun verzorgde ook de eindredactie van de verzamelbundels met gedichten, korte verhalen en haiku's van de deelnemers aan Arte di Palabra. Voor haar inzet ontving ze in 2009 de Stanley Lamp Award, genoemd naar de voormalige minister van onderwijs die Arte di Palabra een warm hart toedroeg. Zij ontving in 2019 voor haar werk het Krus di Mérito Kòrsou. Eveneens in 2019 werd zij benoemd tot lid in de Orde van Oranje-Nassau.

### Faya Lobi
In 2022 publiceerde Jessurun de familiegeschiedenis Faya Lobi. 200 jaar vurige liefde in de diaspora. De roman is gebaseerd op waargebeurde verhalen, herinneringen en historische documenten. Het verhaal begint met een beschrijving van de tocht van haar Chinese overgrootvader, die in 1865 van Hongkong naar Paramaribo reisde op zoek naar een beter leven. Hij trouwt met Emelia die in 1859 met haar hele familie werd vrijgekocht uit de slavernij. De familiesaga wordt vervolgd met het levensverhaal van hun kleinzoon Antonius die Suriname verlaat om te gaan  werken bij de Shell op Curaçao. Als er ten gevolgde van de Tweede Wereldoorlog geen onderwijskrachten uit Nederland meer kunnen overkomen wordt hij gevraagd om leraar te worden. Hij wordt verliefd op Angela, een nakomeling van Jan Hendrik Specht die in 1791 de plantage Coraal kocht. Jessurun neemt de lezer mee op een ontdekkingsreis door een gepassioneerde Surinaams-Curaçaose familiegeschiedenis.

## Werken

#### Roman (auteur)
- Jessurun, Ange (2022). Faya Lobi. 200 jaar vurige liefde in de diaspora. Wintertuin uitgeverij, Nijmegen. ISBN 978-90-79571-802.

#### Onderwijsmethoden (co-auteur)
- Cristal. Papiamento pa Enseñansa Secundario. Departamento di Enseñansa, Seccion Desaroyo di Curiculo, Aruba.
- Fiesta di idioma. Fundashon pa Planifikashon di Idioma (FPI), Kòrsou.
- Mosaiko. Papiamentu pa Enseñansa Sekundario, FPI, Curaçao.
- Salto. Método pa siña lesa na papiamentu, FPI, Curaçao.

#### Arte di Palabra (redacteur)
- Pòtpuri Arte di Palabra 2014. Kolekshon di poesia, kuenta i haiku 2000–2013. Di tres lustro. Caribpublishing, 2014. ISBN 978-90-8850-490-7
- Pòtpuri Arte di Palabra 2019. Kolekshon di poesia, kuenta i haiku 2014-2018. Di kuater lustro. Eindredactie: Paul Roosenstein. Caribpublishing / Uitgeverij SWP, Amsterdam, 2019. ISBN 978-90-8850-887-5